# Triaenobunus hamiltoni
Triaenobunus hamiltoni is een hooiwagen uit de familie Triaenonychidae.